# Friederike Krüger
Sophie Dorothea Friederike Krüger (ps. August Lübeck lub Auguste Krüger, ur. 8 października 1789 we Friedlandzie, zm. 31 maja 1848 w Templinie) – niemiecka ochotniczka walcząca w wojnie przeciw Napoleonowi.
Friederike Krüger urodziła się 8 października 1789 roku we Friedlandzie. W 1813 roku wstąpiła w męskim przebraniu do służby wojskowej w toczącej się wówczas wojnie przeciw Napoleonowi; służyła w Kołobrzeskim Pułku Grenadierów. Była jedyną kobietą, która nie została usunięta z pruskiej armii po odkryciu jej prawdziwej tożsamości; przeciwnie – po bitwie pod Möckern (5 kwietnia) została awansowana do stopnia kaprala. Została poważnie ranna w bitwie pod Dennewitz 6 września i do służby powróciła dopiero w listopadzie.
Decyzją króla Prus Fryderyka Wilhelma III została odznaczona Krzyżem Żelaznym za odwagę; otrzymała też rosyjski Krzyż Zasługi Wojskowego orderu Świętego Jerzego.
Po zakończeniu wojny wyszła za mąż za pruskiego kaprala, Karla Köhlera i 5 marca 1816 wystąpiła z armii. Wychowała czwórkę dzieci.
Zmarła 31 maja 1848 roku w Templinie, tam też pochowano ją na cmentarzu St.-Georgen-Friedhof; jej grób zachował się do dziś.